# Калюк, Геннадий Николаевич
Геннадий Николаевич Калюк (10.08.1951-12.09.2002) — российский учёный в области интенсификации кормопроизводства, член-корреспондент РАСХН (1999).

## Биография
Родился в п. Люблино Омской области. Окончил Омский СХИ (1972) и аспирантуру Сибирского НИИ сельского хозяйства (1976).
С 1976 по 1994 год работал в Сибирском НИИ кормов: младший научный сотрудник лаборатории кормопроизводства (1976—1979), старший научный сотрудник той же лаборатории (1979—1988), заведующий лабораторией сенокосов и пастбищ (1988—1990), заместитель директора по научной работе (1990—1994).
В 1994—2002 директор Кемеровского НИИ сельского хозяйства.
Доктор с.-х. наук (1994), член-корреспондент РАСХН (1999).
Разработчик нормативов затрат минеральных удобрений на кормовые культуры в условиях Сибири, технологии возделывания кормовых трав, семеноводства волоснеца ситникового, технологической схемы возделывания зерновых и зернобобовых культур при минимальной обработке почвы, и т. д.
Публикации:
- Нормативы для определения потребности сельского хозяйства в минеральных удобрениях / ВИУА. — М., 1980. — 240 с.
- Рекомендации по технологии возделывания люцерны на корм и семена / МСХ СССР. Гл. упр. кормов, лугов и пастбищ. — М.: Колос, 1984. — 47 с.
- Интенсификация кормопроизводства, повышение качества кормов и рациональное их использование в животноводстве Западной Сибири и Зауралья: рекомендации / Сиб. НИИ кормов. — Новосибирск, 1985. — 95 с.
- Возделывание многолетних трав на юге Западной Сибири. — Новосибирск, 1994. — 233 с.
- Технологическая система возделывания зерновых и зернобобовых культур по минимальной обработке почвы с использованием посевного комплекса «Конкорд»: рекомендации / соавт.: В. П. Буренок и др. — Кемерово, 1998. — 30 с.
- Концепция развития агропромышленного комплекса Сибири до 2010 года / соавт.: П. Л. Гончаров и др.- Новосибирск, 2001. — 111 с.